# ジェイコブ・トレンブレイ
ジェイコブ・トレンブレイ（Jacob Tremblay, [ˈtrɒmbleɪ]; 2006年10月5日 - ）は、カナダの子役である。彼は映画『ルーム』（2015年）でジャック・ニューサムを演じたことによってブレイクし、クリティクス・チョイス・アワードの若手俳優賞、カナダ映画テレビ賞の主演男優賞を獲得し、また全米映画俳優組合賞助演男優賞にノミネートされた。その後はドラマ映画『ワンダー 君は太陽』（2017年）でトリーチャーコリンズ症候群の少年オーガスト・プルマンを好演した。身長171cm

## 生い立ち
2006年10月5日にブリティッシュコロンビア州バンクーバーで生まれる。彼はブリティッシュコロンビア州ラングリー近郊で育った。父親は警察官、母親は主婦である。姉のエマ、妹のエリカもまた女優である。

## キャリア
テレビ出演でキャリアが始まり、2013年公開の『スマーフ2 アイドル救出大作戦!』で映画デビューする。
トレンブレイはブリー・ラーソンと共演した映画『ルーム』でジャック・ニューサム役を務めた。レニー・エイブラハムソンが監督したこの映画は2015年9月4日にテルライド映画祭でプレミア上映された後、同年10月16日より封切られた。トレンブレイの演技は高評価され、全米映画俳優組合賞助演男優賞などにノミネートされた。
2016年にはコメディ映画『Donald Trump's The Art of the Deal: The Movie』で端役を務め、またフォックスのポストアポカリプス・コメディ番組『The Last Man on Earth』でメインキャラクターのフィル・ミラーの若年期役でゲスト出演した。さらに同年にはホラー映画『ソムニア -悪夢の少年-』でケイト・ボスワースやトーマス・ジェーンと共演し、ファーレン・ブラックバーン監督、オリヴァー・プラット出演のサイコスリラー映画『Shut In』で脇役を務めた。他にヴェラ・ファーミガとマートン・チョーカシュが出演したコメディ・ドラマ映画『 Burn Your Maps』でウェス・ファースを演じた。
2017年にトレンブレイはコリン・トレヴォロウ監督のドラマ映画『ザ・ブック・オブ・ヘンリー』でピーター・カーペンター役を務め、ナオミ・ワッツやマディー・ジーグラーと共演した。さらに同年にR・J・パラシオの小説『ワンダー』を原作とする映画『ワンダー 君は太陽』でトリーチャーコリンズ症候群を患う少年のオーガスト・プルマンを演じた。映画は製作費2000万ドルに対して興行収入が2億8500万ドルを超える成功を収めた。

## 私生活
トレンブレイは『スター・ウォーズ』のファンであり、自身の飼い犬にはデイジー・リドリーが演じたレイと同じ名前を付けている。第88回アカデミー賞授賞式でのBB-8、R2-D2、C-3POの登壇に興奮するトレンブレイは同夜のハイライトであると報じられた。

## 主な出演作品

### 映画
| 年   | 日本語題 原題                                                       | 役名                           | 備考                           |
| ---- | ------------------------------------------------------------------- | ------------------------------ | ------------------------------ |
| 2013 | スマーフ2 アイドル救出大作戦! The Smurfs 2                          | ブルー・ウィンスロウ           |                                |
| 2013 | The Magic Ferret                                                    | サム                           | 短編映画                       |
| 2014 | Extraterrestrial                                                    | マティ                         | クレジット無し                 |
| 2014 | My Mother's Future Husband                                          | コナー                         | テレビ映画                     |
| 2014 | Santa's Little Ferrets                                              | トッド・コリンズ               | 短編テレビ映画                 |
| 2015 | Gord's Brother                                                      | 若年期のゴード                 | 短編映画                       |
| 2015 | ルーム Room                                                         | ジャック・ニューサム           |                                |
| 2016 | Donald Trump's The Art of the Deal: The Movie                       | Kid 4                          |                                |
| 2016 | ソムニア -悪夢の少年- Before I Wake                                 | コディ・モーガン               |                                |
| 2016 | Burn Your Maps                                                      | ウェス・ファース               |                                |
| 2016 | Shut In                                                             | トム・パターソン               |                                |
| 2017 | ザ・ブック・オブ・ヘンリー The Book of Henry                        | ピーター・カーペンター         |                                |
| 2017 | ワンダー 君は太陽 Wonder                                            | オーガスト・“オギー”・プルマン |                                |
| 2018 | ザ・プレデター The Predator                                         | ローリー・マッケナ             |                                |
| 2018 | ジョン・F・ドノヴァンの死と生 The Death and Life of John F. Donovan | 子供時代のルパート・ターナー   |                                |
| 2019 | グッド・ボーイズ Good Boys                                          | マックス                       |                                |
| 2019 | ドクター・スリープ Doctor Sleep                                     | ブラッドリー・トレバー         |                                |
| 2020 | Here We Are: Notes for Living on Planet Earth                       | フィン                         | 声の出演 短編映画              |
| 2021 | あの夏のルカ Luca                                                   | ルカ・パグーロ                 | 声の出演                       |
| 2021 | アルベルトの手紙 Ciao Alberto                                       | ルカ・パグーロ                 | 声の出演 短編映画              |
| 2022 | エルマーのぼうけん My Father's Dragon                               | エルマー・エレベーター         | 声の出演                       |
| 2023 | リトル・マーメイド The Little Mermaid                               | 魚のフランダー                 | ポストプロダクション、声の出演 |
| TBA  | Wildwood                                                            |                                | 声の出演                       |

### テレビシリーズ
| 年   | 日本語題 原題                    | 役名                      | 備考                                   |
| ---- | -------------------------------- | ------------------------- | -------------------------------------- |
| 2013 | Motive                           | ライリー・スタンウィック  | 第1シーズン第8話「Undertow」           |
| 2013 | Mr. Young                        | 若年期のテーター          | 第3シーズン第27話「Mr. Finale Part 1」 |
| 2016 | The Last Man on Earth            | 若年期のフィル・ミラー    | 第2シーズン第11話「Pitch Black」       |
| 2016 | アメリカン・ダッド American Dad! | チャンパー (声)           | 第12シーズン第13話「Fight and Flight」 |
| 2017 | Pete the Cat                     | ピート・ザ・キャット (声) | 計3話出演                              |

## 受賞とノミネート
| 年   | 作品                  | 賞                                     | 部門                          | 結果       |
| ---- | --------------------- | -------------------------------------- | ----------------------------- | ---------- |
| 2016 | ルーム                | カナダ映画テレビアカデミー             | 主演男優賞                    | 受賞       |
| 2016 | ルーム                | シカゴ映画批評家協会                   | 有望俳優賞                    | 受賞       |
| 2016 | ルーム                | クリティクス・チョイス・アワード       | 若手俳優賞                    | 受賞       |
| 2016 | ルーム                | ナショナル・ボード・オブ・レビュー     | ブレイクスルー演技賞          | 受賞       |
| 2016 | ルーム                | サンディエゴ映画批評家協会             | ブレイクスルー演技賞          | 受賞       |
| 2016 | ルーム                | サンディエゴ映画批評家協会             | 主演男優賞                    | ノミネート |
| 2016 | ルーム                | ワシントンD.C.映画批評家協会           | 若手俳優賞                    | 受賞       |
| 2016 | ルーム                | ヤング・エンターテイナー賞             | 主演男優賞                    | 受賞       |
| 2016 | ルーム                | アウォーズ・サーキット・コミュニティ賞 | 男優賞                        | 受賞       |
| 2016 | ルーム                | セントラルオハイオ映画批評家協会       | 男優賞                        | ノミネート |
| 2016 | ルーム                | デトロイト映画批評家協会               | ブレイクスルー演技賞          | ノミネート |
| 2016 | ルーム                | デトロイト映画批評家協会               | 助演男優賞                    | ノミネート |
| 2016 | ルーム                | エンパイア賞                           | 新人男優賞                    | ノミネート |
| 2016 | ルーム                | ゴールド・ダービー賞                   | 主演男優賞                    | ノミネート |
| 2016 | ルーム                | ゴールド・ダービー賞                   | ブレイクスルー俳優賞          | ノミネート |
| 2016 | ルーム                | IFTA賞                                 | 国際男優賞                    | ノミネート |
| 2016 | ルーム                | フェニックス映画批評家協会             | 助演男優賞                    | ノミネート |
| 2016 | ルーム                | サターン賞                             | 若手俳優賞                    | ノミネート |
| 2016 | ルーム                | 全米映画俳優組合賞                     | 助演男優賞                    | ノミネート |
| 2016 | ルーム                | ティーン・チョイス・アワード           | 映画男優賞 (ドラマ)           | ノミネート |
| 2016 | ルーム                | ヤング・アーティスト賞                 | 長編映画主演男優賞 (10歳以下) | ノミネート |
| 2017 | ソムニア -悪夢の少年- | ヤング・アーティスト賞                 | 長編映画主演男優賞            | ノミネート |
| 2017 | ワンダー 君は太陽     | ワシントンD.C.映画批評家協会           | 若手俳優賞                    | ノミネート |
| 2017 | ワンダー 君は太陽     | シアトル映画批評家協会                 | 若手俳優賞                    | ノミネート |
| 2017 | ワンダー 君は太陽     | ラスベガス映画批評家協会               | 若手俳優賞                    | ノミネート |
| 2017 | ワンダー 君は太陽     | フェニックス映画批評家協会             | 若手俳優賞                    | ノミネート |
| 2018 | ワンダー 君は太陽     | クリティクス・チョイス・アワード       | 若手俳優賞                    | ノミネート |
| 2018 | ワンダー 君は太陽     | サターン賞                             | 若手俳優賞                    | 未決定     |